# گیم‌فورج
گیم‌فورج یک شرکت آلمانی توسعه‌دهنده بازی‌های رایانه‌ای و ناشر بازی رایانه‌ای است. دفتر مرکزی این شرکت در کارلسروهه آلمان واقع گردیده‌است.